# Trädgårdsgökbi
Trädgårdsgökbi (Nomada ruficornis) är en biart som först beskrevs av Carl von Linné 1758. Den ingår i släktet gökbin och familjen långtungebin. Inga underarter finns listade i Catalogue of Life.

## Beskrivning
Trädgårdsgökbiet är ett långsmalt, getingliknande bi med övervägande svart huvud och mellankropp. Honan har dock röda markeringar på dem, medan hanen har gula fält kring mundelarna och gula skulderhörn. Antenner och ben är till största delen röda. Bakkroppen är brunröd med ett växlande antal mörkare band. Honan har dessutom gula band som är åtnupna mot mitten på sidorna av tergit 2, små, gula fläckar, som ibland kan saknas, på sidorna av tergit 3 samt jämntjocka, gula band på tergit 4 och 5. Hanen har liknande bakkropp som honan, men de gula fälten är oftast större. Kroppslängden är 9 till 11 mm.

## Ekologi
Trädgårdsgökbiet bygger inga egna bon, utan larven lever som boparasit hos trädgårdssandbi, där larven lever på det insamlade matförrådet efter det att den förstört värdägget eller dödat den nykläckta värdlarven. Den lever i kulturmark som parker, trädgårdar, åker- och vägrenar, betesmark, ängar men även ruderatmark, flodstränder, dikesrenar, skogsbryn och -gläntor. Arten är polylektisk, den besöker blommande växter från flera olika familjer, som bland andra maskros och tussilago (båda i familjen korgblommiga växter), gökärt (ärtväxter), krypvide (videväxter) och åkervädd (väddväxter). Arten flyger mellan april och juni, något som på kontinenten sällsynt kan utsträckas till tidigt i juli.

## Utbredning
Trädgårdsgökbiet förekommer på hela den europeiska kontinenten samt österut till Sibirien.. 
I Sverige förekommer arten i hela Götaland och Svealand samt i Norrland upp till Västerbotten.
I Finland finns arten främst i de södra delarna av landet, men observationer är gjorda från Åland och sydkusten till Norra Österbotten och sydvästra Lappland, där den sågs så sent som 2023 respektive 2022.
Det är en vanlig art som är klassificerad som livskraftig både globalt, i Sverige och i Finland.